# Вашковецкая городская община
Вашковецкая городская община (укр. Вашківецька міська громада) — территориальная община в Вижницком районе Черновицкой области Украины.
Административный центр — город Вашковцы.
Население составляет 12906 человек. Площадь — 147,7 км².
В соответствии с распоряжением Кабинета Министров Украины от 12 июня 2020 года, в состав общины вошла территория Вашковецкого городского совета, а также Замостянского, Карапчовского и Слобода-Баниловского сельских советов Вижницкого района

## Населённые пункты
В состав общины входят 1 город и 6 сёл:
- Город Вашковцы
  - Волока
- Замостянский старостинский округ:
  - Замостье
- Карапчовский старостинский округ:
  - Бабино
  - Валы
  - Карапчов
- Слобода-Баниловский старостинский округ:
  - Слобода-Банилов